# Макаров, Владимир Александрович (врач)
Владимир Александрович Макаров (8 июня 1904 — 18 марта 1955) — полковник медицинской службы ВС СССР, начальник Военно-медицинского факультета Саратовского медицинского института.

## Биография
Уроженец села Козырь (нынешний Новосильский район, Орловская область). Окончил 8 классов трудовой школы, поступил в Военно-медицинскую академию, окончил её в 1926 году. В рядах РККА с 1921 года, участник боёв на Халхин-Голе, начальник санитарной службы Забайкальского военного округа.
9 февраля 1942 года в звании военврача 1-го ранга был назначен на должность начальника Военно-медицинского факультета при Саратовском медицинском институте. Через полгода был произведён в бригадные врачи, в феврале 1943 года произведён в полковники медицинской службы. В августе 1943 года факультет был расформирован, а Макаров убыл в действующую армию. Участник Великой Отечественной войны с 1943 года, сражался на Волховском, Ленинградском и 3-м Прибалтийском фронтах. На фронте до мая 1945 года. Занимал посты начальника 90-го местного эвакуационного пункта и 211-го фронтового эвакуационного пункта, участвовал в формировании госпитальной базы 3-го Прибалтийского фронта.
Продолжал службу в армии после войны, занимал пост начальника медицинской службы войск ПВО Уральского района, возглавлял Харьковский военно-медицинский факультет.

## Награды
- Орден Ленина (5 ноября 1946)[6]
- Орден Красного Знамени
  - 3 ноября 1944[6]
  - 19 ноября 1951[6]
- Орден Отечественной войны
  - I степени (23 ноября 1944) — за образцовое выполнение боевых заданий командования на фронте борьбы с немецкими захватчиками и проявленные при этом доблесть и мужество[2]
  - II степени (31 августа 1944) — за образцовое выполнение боевых заданий командования на фронте борьбы с немецкими захватчиками и проявленные при этом доблесть и мужество[3]
- Медаль «За боевые заслуги» (8 февраля 1940)[6]
- Медаль «За победу над Германией в Великой Отечественной войне 1941—1945 гг.» (9 мая 1945)[5]